# نورمان فوكس
نورمان فوكس (29 يوليو 1904 في أستراليا - 7 مايو 1972) (بالإنجليزية: Norman Fox)‏ هو لاعب كريكت أسترالي.

## وصلات خارجية
- نورمان فوكس على موقع إي آس بي آن كريك إنفو (الإنجليزية)